# Csaba Ternyák
Csaba Ternyák (Fertőszentmiklós, Hungria, 4 de dezembro de 1953) é um clérigo húngaro e arcebispo de Eger.
Csaba Ternyák estudou filosofia e teologia católica no seminário da diocese de Győr e na Universidade Católica Péter Pázmány, em Budapeste. Ele foi então enviado a Roma para continuar seus estudos. Ternyák obteve um diploma em dogmática pela Pontifícia Universidade Gregoriana. Em 21 de junho de 1979, recebeu o sacramento da ordenação do Bispo de Győr, Kornél Pataky.
Ternyák tornou-se secretário do Bispo de Győr. De 1988 a 1992 foi reitor do Pontifício Colégio Germanicum et Hungaricum de Roma. Csaba Ternyák também foi postulador dos processos de beatificação de Vilmos Apor e Ladislaus Batthyány-Strattmann. De 1992 a 1997 trabalhou como secretário da Conferência Episcopal Católica Húngara.
Em 24 de dezembro de 1992, o Papa João Paulo II o nomeou bispo titular de Eminentiana e o nomeou bispo auxiliar na Arquidiocese de Esztergom. Foi ordenado bispo em 6 de janeiro de 1993 por João Paulo II na Basílica de São Pedro; Os co-consagradores foram os Arcebispos da Cúria Giovanni Battista Re, então funcionário da Secretaria de Estado, e Justin Francis Rigali, então secretário da Congregação para os Bispos. Csaba Ternyák escolheu o lema Ipsi gloria in saecula! (“A Ele seja a glória para sempre!”), que vem da carta de Paulo aos Romanos (Rm 11,36 EU).
Em 11 de dezembro de 1997, o Papa João Paulo II nomeou-o secretário da Congregação para o Clero e nomeou-o arcebispo titular pro hac vice. Em 15 de março de 2007, Csaba Ternyák foi pelo Papa Bento XVI nomeado Arcebispo de Eger; a entronização cerimonial ocorreu em 9 de junho do mesmo ano.